# Parabuteo
Parabuteo este un gen de păsări de pradă din familia Accipitridae. Acesta conține următoarele specii:
- Parabuteo unicinctus – uliul lui Harris
- Parabuteo leucorrhous